# Pompeo Sarnelli
Pompeo Sarnelli (né le 16 janvier 1649 à Polignano a Mare, dans l'actuelle province de Bari, alors dans le royaume de Naples et mort le 7 juillet 1724 à Bisceglie, dans l'actuelle province de Barletta-Andria-Trani, à l'époque dans le royaume de Naples) est un évêque et érudit italien.

## Biographie
Pompeo Sarnelli naquit le 16 janvier 1649 à Polignano, dans le Royaume de Naples. Il reçut la tonsure à sept ans et fut envoyé à Naples pour y continuer ses études. Son application à la théologie et à la jurisprudence ne ralentit point son goût pour les lettres ; et il n’avait pas vingt ans quand il publia des vers à la louange de Ste-Anne. Le cardinal Orsini se déclara le protecteur du jeune poète et le choisit bientôt après pour l’un de ses vicaires généraux. Sarnelli s’était fait recevoir docteur en théologie au collège de la Sapience ; il prit le laurier doctoral en droit à Cesena et ambitionna de joindre à la réputation de poète et de savant celle de prédicateur. Ses contemporains parlent avec éloge de son talent pour la chaire. Dans ses voyages à Rome, il s’était acquis l’estime des principaux membres du Sacré Collège ; sur leur demande il obtint, en 1692, l’évêché de Bisceglie, dans la terre de Bari, dont il prit possession la même année. Il partagea depuis ses loisirs entre l’administration de son diocèse et la culture des lettres, et mourut en 1724. Ce prélat était membre de l’académie des Spensierati de Rossano ; son confrère Giacinto Gimma y prononça éloge, imprimé dans le premier volume du recueil de cette compagnie.

## Œuvres
Outre des éditions, corrigées et augmentées, des Antiquités de Pouzzole, par Ferrante Loffredo, de l’Histoire de Naples de Summonte, etc., on a de Sarnelli des traductions de divers ouvrages de grammaire, de littérature et d’histoire. Le P. Nicéron en indique trente-trois dans le tome 42 de ses mémoires. Les principaux sont :
- Parafrasi elegiaca de’ sette Salmi penitenziali, Naples, 1672, in-4° ;
- Donato distrutto, rinnovato, ibid., 1675, in-12. L’auteur avait composé sous ce titre une grammaire en neuf livres ; mais il n’a publié que le premier, dont on cite une réimpression de 1690.
- Specchio del clero secolare ovvero vite de’ S. S. cherici secolari, ibid., 1678, 3 vol. in-4°. Sarnelli, qui souhaitait voir les clercs reprendre la vie commune, publia depuis : Il clero secolare nel suo splendore, ovvero della vita commune clericale, Rome, 1688, in-4° ;
- Bestiarum schola ad homines erudiendos, ab ipsa rerum natura provide instituta, Césène, 1680, in-12. C’est un recueil de 110 pages. On lit sur le frontispice Ab Æsopo Primnellio e Annianopoli, l’un des anagrammes du nom de l’auteur qui s’est souvent servi du même détour [1] quand il ne croyait pas devoir avouer publiquement ses ouvrages.
- Cronologia de’ vescovi ed arcivescovi Sipontini, Manfredonia, 1680, in-4° ;
- Guida de’ forestieri nella città di Napoli, Naples, 1685, in-12 ; réimprimé plusieurs fois avec des additions et des corrections, et traduit en français, ibid., 1706, in-12. On y trouve joint le Guide des étrangers dans les environs de Naples.
- Lettere ecclesiastiche, ibid., 1686 et années suivantes ; réimprimées à Venise, 1716, 9 vol. in-4°. Elles roulent sur la discipline ecclésiastique.
- Memorie dell’insigne collegio di Santo Spirito della città di Benevento, ibid., 1688, in-4°. Sarnelli en était abbé.
- Memorie cronologiche de’ vescovi ed arcivescovi della santa chiesa di Benevento ; colla serie de’ duchi e principi Longobardi della stessa città, e colle memorie della provincia Beneventana, Naples, 1691, in-4° ;
- Memorie de’ vescovi di Biseglia, e della stessa città, Naples, 1693, in-4°.